# Myocoptes musculinus
Myocoptes musculinus är en spindeldjursart som först beskrevs av Koch 1836.  Myocoptes musculinus ingår i släktet Myocoptes och familjen Myocoptidae. Inga underarter finns listade i Catalogue of Life.